# Indicatif régional 609

Carte de l'État du New Jersey avec les territoires de ses indicatifs régionaux. L'indicatif régional 609 est en vert.

L'indicatif régional 609 est l'un des indicatifs téléphoniques régionaux de l'État du New Jersey aux États-Unis. Cet indicatif couvre un territoire situé dans le sud et le centre de l'État, incluant les villes de Trenton, Princeton et Atlantic City.
La carte ci-contre indique en vert le territoire couvert par l'indicatif 609.
L'indicatif régional 609 fait partie du Plan de numérotation nord-américain.

## Source
- (en) Cet article est partiellement ou en totalité issu de l’article de Wikipédia en anglais intitulé « Area code 609 » (voir la liste des auteurs).